# Ajdabiya
Ajdabiya (en árabe: أجدابيا‎, en italiano: Agedábia), conocida antes como Agedabia o Ajdabya, es una ciudad y capital del distrito Al Wahat al noroeste de Libia. Está a unos 160 km al sur de Bengasi. Desde el 2001 hasta 2007 fue la capital del distrito. La ciudad está dividida en tres congresos populares: Norte, Oeste y Este de Ajdabiya.
Durante la guerra civil de 2011, la ciudad ha sido tomada y atacada por las tropas de Muammar al-Gaddafi y los rebeldes agrupados en el Consejo Nacional de Transición varias veces durante el mes de marzo y abril. Muchos de sus habitantes han huido hasta el punto de que un periodista describía la zona como una ciudad fantasma.
La ciudad es un nudo importante de comunicaciones de la zona occidental de Libia.